# Lamprosema rhoeoalis
Lamprosema rhoeoalis là một loài bướm đêm trong họ Crambidae.